# Солт-Пойнт (Нью-Йорк)
Солт-Пойнт (англ. Salt Point) — переписна місцевість (CDP) в США, в окрузі Дачесс штату Нью-Йорк. Населення — 202 особи (2020).

## Географія
Солт-Пойнт розташований за координатами 41°48′28″ пн. ш. 73°47′17″ зх. д. / 41.80778° пн. ш. 73.78806° зх. д. (41.807806, -73.788026).  За даними Бюро перепису населення США в 2010 році переписна місцевість мала площу 2,16 км², з яких 2,15 км² — суходіл та 0,01 км² — водойми.

## Демографія
Згідно з переписом 2010 року, у переписній місцевості мешкало 190 осіб у 73 домогосподарствах у складі 50 родин. Густота населення становила 88 осіб/км².  Було 78 помешкань (36/км²).
Расовий склад населення:
| - 93,2 % — білих - 3,2 % — чорних або афроамериканців - 2,1 % — азіатів |

До двох чи більше рас належало 1,6 %. Частка іспаномовних становила 1,1 % від усіх жителів.
За віковим діапазоном населення розподілялося таким чином: 25,3 % — особи молодші 18 років, 65,2 % — особи у віці 18—64 років, 9,5 % — особи у віці 65 років та старші. Медіана віку мешканця становила 43,3 року. На 100 осіб жіночої статі у переписній місцевості припадало 91,9 чоловіків;  на 100 жінок у віці від 18 років та старших — 82,1 чоловіків також старших 18 років.
Середній дохід на одне домашнє господарство  становив 124 169 доларів США (медіана — 127 875), а середній дохід на одну сім'ю — 161 002 долари (медіана — 171 250). За межею бідності перебувало 2,1 % осіб, у тому числі 0,0 % дітей у віці до 18 років та 0,0 % осіб у віці 65 років та старших.
Цивільне працевлаштоване населення становило 109 осіб. Основні галузі зайнятості: освіта, охорона здоров'я та соціальна допомога — 50,5 %, мистецтво, розваги та відпочинок — 16,5 %, фінанси, страхування та нерухомість — 11,0 %, науковці, спеціалісти, менеджери — 9,2 %.